# Maty Huitrón
Martina Guitrón Porto (Cidade do México, 30 de janeiro de 1936 — 14 de janeiro de 2019) foi uma atriz mexicana de telenovelas, e mãe da produtora Carla Estrada.

## Biografia
Maty Hiutrón teve uma longa carreira como atriz, já atuou em várias telenovelas de grande sucesso, entre elas a telenovela Amor Real de 2003, que foi produzida pela sua filha a renomada produtora Carla Estrada, Maty também trabalhou em outra telenovela de sucesso produzida por sua filha, que foi O Privilégio de Amar em 1998, ambas tiveram como protagonista a atriz Adela Noriega, uma das atrizes preferidas nos castings de Carla. Trabalhou também com o produtor Ernesto Alonso, em novelas como: Desencuentro, onde dividiu créditos com grandes nomes da teledramaturgia mexicana como, Daniela Castro, Juan Ferrara, Ernesto Laguardia e Alma Muriel e um primoroso elenco. Em 2002, após de quatro anos de pausa, volta as telas, novamente sob a batuta de Ernesto, onde brilhou dando vida a ambígua "Tia Fabiana" no sucesso La otra, protagonizada por Yadhira Carrillo e Juan Soler, desta vez compartilhando créditos com Jacqueline Andere, Mercedes Molto, Sergio Sendel,Josefina Echánove e um grande elenco.
Morreu em 14 de janeiro de 2019, aos 82 anos.

## Telenovelas
- Pasión (2007) … Francisca de Salamanca
- Amor Real (2003) … Madre Superiora
- La otra (2002) … Tia Fabiana Morales
- O Privilégio de Amar (1998) … Bárbara Rivera
- Vivo por Elena (1998) … Simona
- Desencuentro (1997) … Lídia
- Bendita Mentira (1996) … Ramona
- Lazos de Amor (1995) … Ana Salas
- María José (1995) … Dra. Juárez
- Madres Egoístas (1991) … Mina Báez
- Dias sín Luna (1990) … Magdalena
- Muñeca (1974)
- Corazón de dos ciudades (1969)

## Filmografia
- La pequeña señora de Perez (1972)
- Primera comunión (1969)
- Crisol (1967)
- División de narcóticos (1963)
- Cantando nace el amor (1954)
- Orquideas para mi esposa (1954)
- Mariquita de mi corazón (1953)
- Cuarto de hotel (1953)
- Mi papá tuvo la culpa (1953)
- Visitas de México